# کلیسای جامع رنس

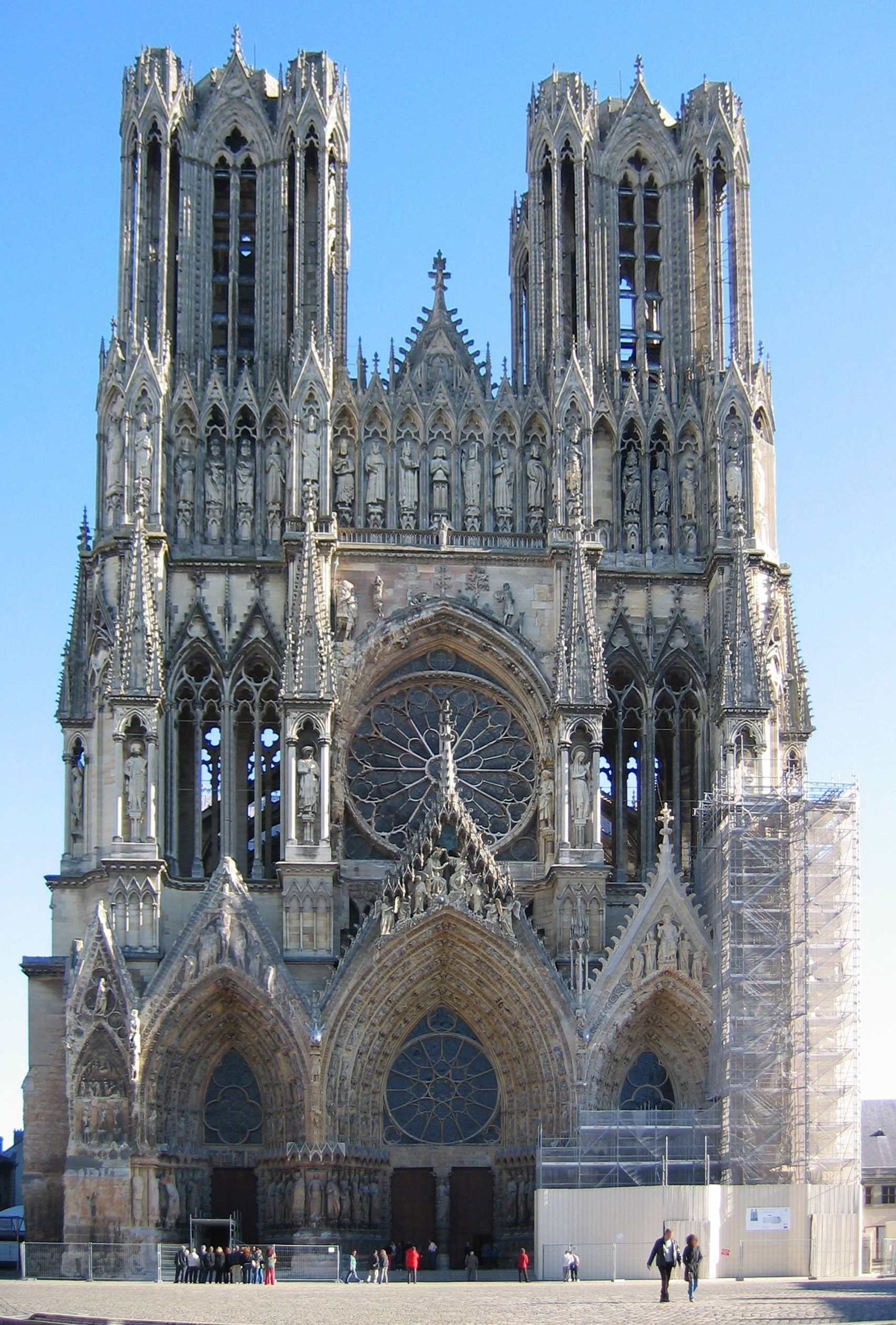
نمای بیرونی کلیسای جامع رنس

کلیسای جامع رنس (فرانسوی: Notre-Dame de Reims‎) نام یک کلیسای کاتولیک در رنس، فرانسه است که به سبک معماری گوتیک فرانسوی ساخته شده است. این کلیسا، جایگزین کلیسای دیگری شد که در سال ۱۲۱۱ در آتش سوخت.
این کلیسا محلی بود که پادشاهان فرانسه تاج‌گذاری می‌کردند.